# Podział administracyjny Polski (1975–1998)

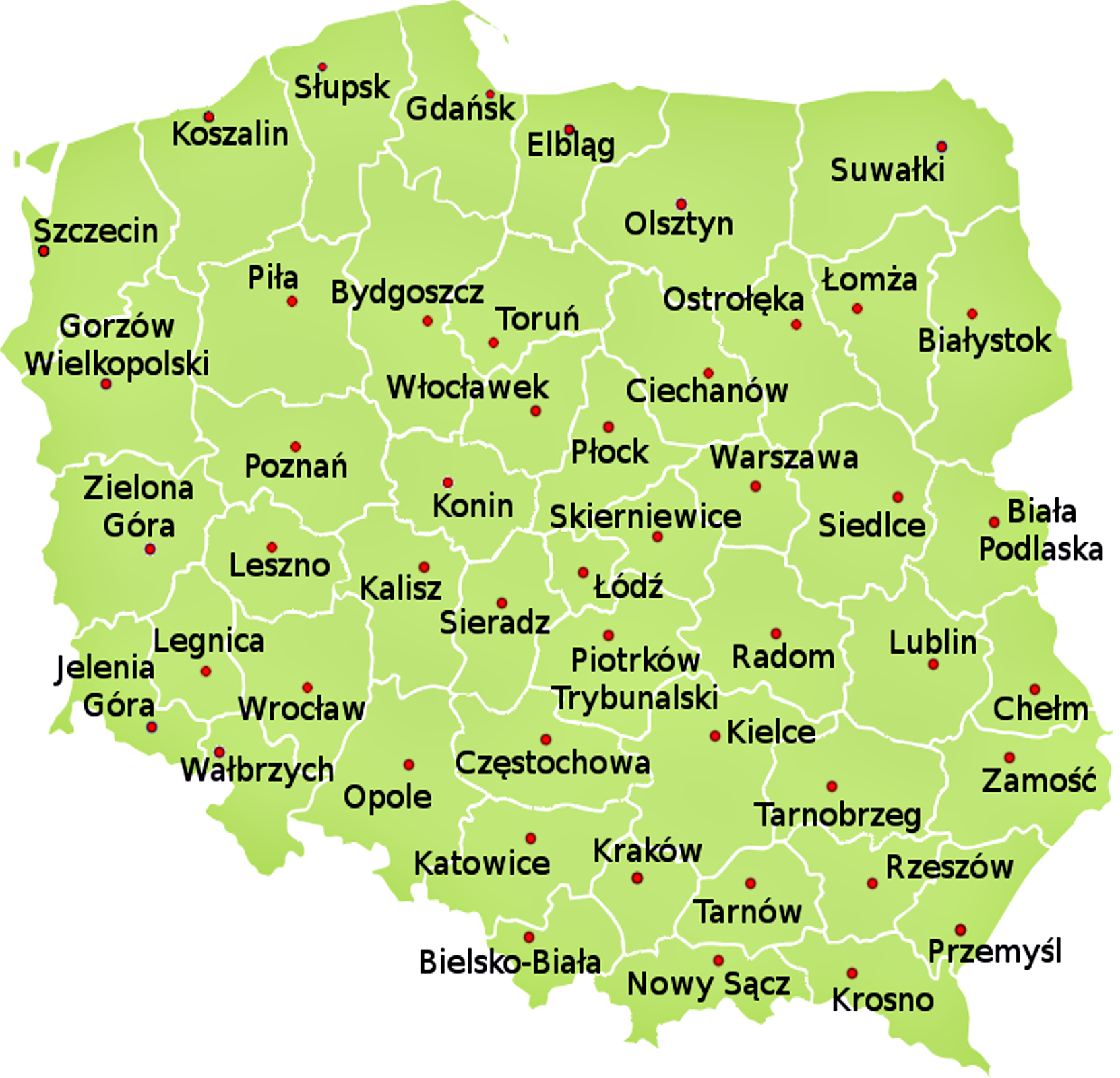
Podział administracyjny Polski w latach 1975–1998

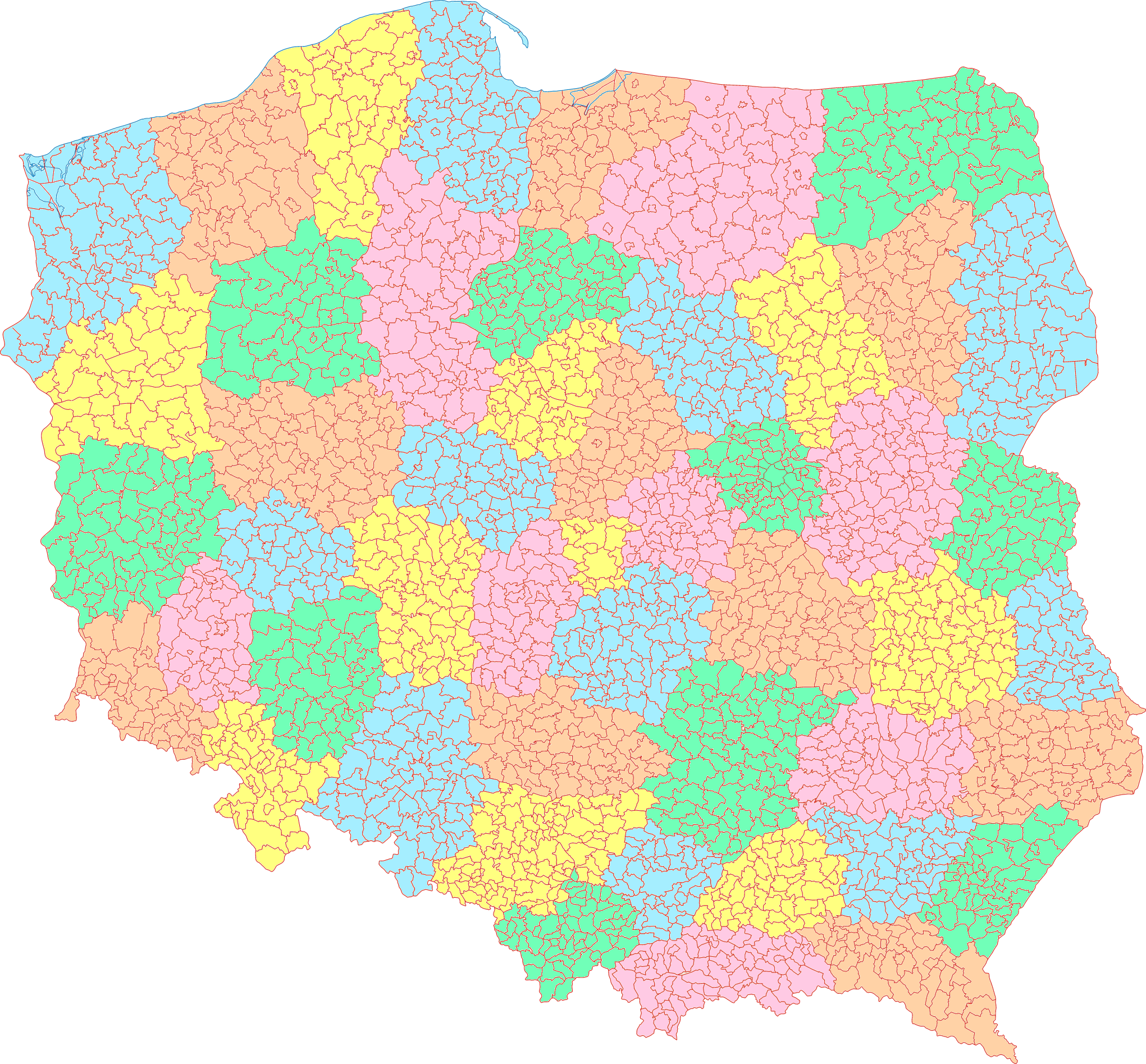
Granice województw na tle gmin

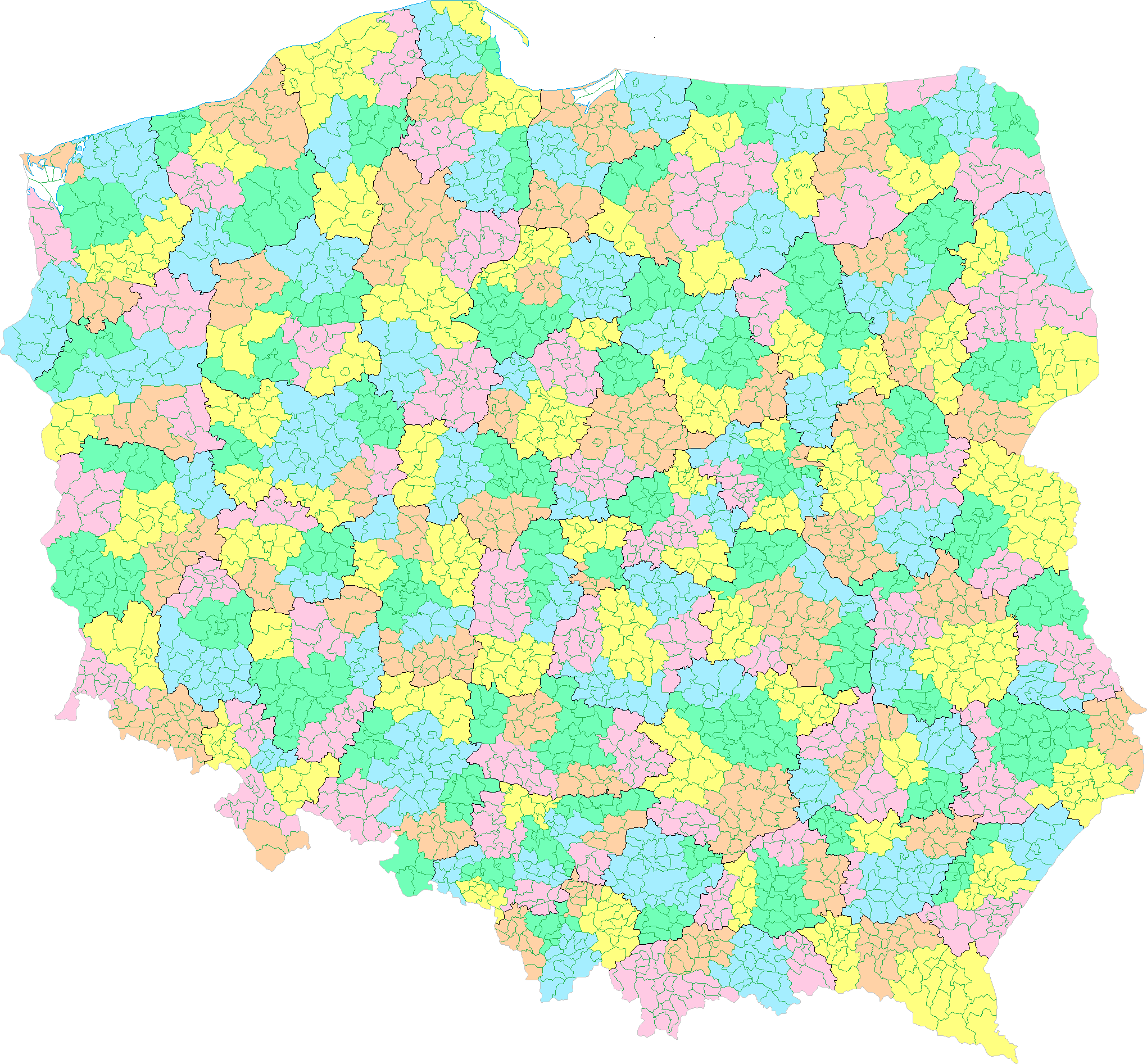
Obszary właściwości urzędów rejonowych (stan na 31 XII 1998)

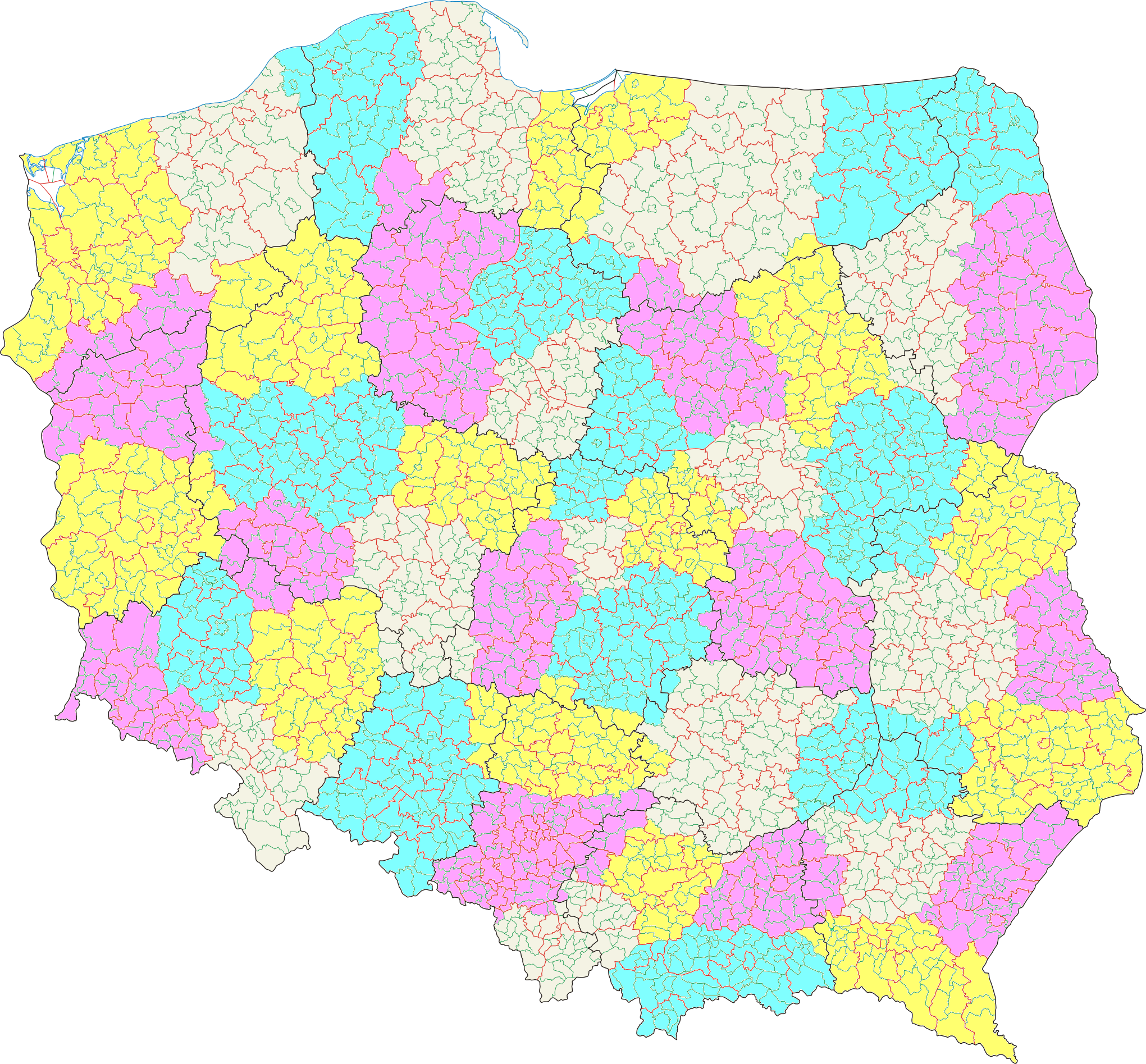
Porównanie podziałów administracyjnych sprzed i po reformie z 1999 roku

Podział administracyjny Polski w latach 1975–1998 – podział administracyjny obowiązujący od 1 czerwca 1975 r. do 31 grudnia 1998 r. Został wprowadzony ustawą z 28 maja 1975 r. o dwustopniowym podziale administracyjnym Państwa oraz o zmianie ustawy o radach narodowych, trwał do reformy w 1999 roku.
Utworzono 49 województw, zlikwidowano pośredni szczebel administracyjny – powiaty.
Nieliczne województwa miały więcej niż 1 000 000 mieszkańców. Stolicami nowych województw zostały w wielu przypadkach średnie bądź małe, prowincjonalne miasta. Włączono wiele mniejszych miast i wsi do większych miejscowości, próbując sztucznie tworzyć ośrodki wielkomiejskie (np. Marklowice, Pszów, Radlin i Rydułtowy włączono do Wodzisławia Śląskiego).

## Historia
Jako powód reformy uznaje się chęć wzmocnienia kontroli nad niższymi warstwami aparatu państwowego przez KC PZPR. Po przejęciu władzy przez Edwarda Gierka i rozbiciu opozycji w Biurze Politycznym nadal trwał opór niższych warstw PZPR, gdzie tworzyły się partyjne kliki. Poprzez reorganizację administracji i nowy podział terytorialny Gierek mógł wprowadzić „swoich ludzi” do komitetów wojewódzkich i rozbić stare stronnictwa.
Nie było podziału na gminy miejskie, miejsko-wiejskie i wiejskie, lecz na miasta i gminy jako podstawowe jednostki administracyjne. Początkowo Polska dzieliła się na 2343 gminy i 814 miast, a więc na 3157 jednostek najniższego rzędu. Warszawa, Łódź, Kraków i Wrocław miały szczególny status, z wewnętrznym podziałem na dzielnice jako pomocnicze jednostki administracyjne.
Województwo warszawskie miało status województwa stołecznego (do 26 maja 1990), a województwa łódzkie i krakowskie były województwami miejskimi (do 30 czerwca 1984).
Na terenie województw miejskich wojewódzkie rady narodowe nosiły nazwy „Rada Narodowa Miasta (nazwa miasta)”. Na terenie województwa wrocławskiego wojewódzka rada narodowa nosiła nazwę „Rada Narodowa Województwa Wrocławskiego i Miasta Wrocławia”, w rzeczywistości do wydzielenia miasta Wrocławia jako osobnej jednostki z województwa wrocławskiego nigdy nie doszło.

### Restrukturyzacja w III RP
W 1990 utworzono 254 urzędy rejonowe, będące pomocniczymi jednostkami wojewódzkich organów administracji rządowej ogólnej. W następnych latach ich liczba wzrosła do 268. Stanowiły one instytucjonalną bazę przywróconych z dniem 1 stycznia 1999 r. powiatów.
W 1991 i 1992 przeprowadzono wielką restrukturyzację gmin, dokonując istotnych zmian w dotychczasowym podziale na miasta i gminy:
- większość odrębnych jednostek posiadających wspólne organy dla zarówno miast, jak i gmin (znajdujących się w miastach) połączono; określenie gmina miejsko-wiejska nie było oficjalnie używane, stosowano nadal określenie gmina (obocznie używano określenia miasto połączone z gminą lub miasto-gmina, aby odróżnić je od gmin typowo wiejskich),
- niektóre odrębne jednostki posiadające aczkolwiek wspólne organy dla zarówno miast, jak i gmin (znajdujących się w miastach) oficjalnie rozdzielono,
- część odrębnych jednostek posiadających oddzielne organy dla zarówno miast, jak i gmin (znajdujących się w miastach) zachowała swą odrębność; dotyczyło to szczególnie większych miast choć występowały duże rozbieżności; stan ten (traktowany jako niezmienny) nie został opisany w dziennikach ustaw,
- nieliczne miasta, które zachowały swą odrębność w dalszym ciągu, były jednostkami administracyjnymi określanymi jako miasta (nie gminy).

Województwa były pogrupowane w osiem makroregionów:
- Północny – województwa szczecińskie, koszalińskie, słupskie, gdańskie, elbląskie;
- Północno-Wschodni – województwa olsztyńskie, suwalskie, ostrołęckie, łomżyńskie, białostockie;
- Środkowo-Zachodni – województwa pilskie, bydgoskie, toruńskie, włocławskie, poznańskie, konińskie, kaliskie;
- Środkowy – województwa płockie, ciechanowskie, łódzkie, skierniewickie, warszawskie, sieradzkie, piotrkowskie, radomskie;
- Środkowo-Wschodni – województwa siedleckie, bialskopodlaskie, lubelskie, chełmskie, zamojskie;
- Południowo-Zachodni – województwa gorzowskie, zielonogórskie, leszczyńskie, jeleniogórskie, legnickie, wałbrzyskie, wrocławskie;
- Południowy – województwa opolskie, częstochowskie, katowickie, bielskie;
- Południowo-Wschodni – województwa kieleckie, tarnobrzeskie, krakowskie, tarnowskie, rzeszowskie, przemyskie, nowosądeckie, krośnieńskie.

Pod koniec lat 90. XX wieku przeprowadzono kolejną reformę administracyjno-samorządową kraju, wprowadzając na nowo powiaty oraz ustanawiając 16 województw.

## Miasta
W latach 1975–1998 75 miejscowości otrzymało prawa miejskie, głównie duże wsie gminne, posiadające je wcześniej. Jednak spora grupa miast odzyskała samodzielność po włączeniu ich do miast sąsiednich w latach 70.: Poręba, Sławków, Międzyzdroje, Bieruń, Lędziny, Wojkowice, Rydułtowy, Pszów, Miasteczko Śląskie, Imielin, Radlin, Radzionków, Zagórz. W okresie tym 8 miast utraciło prawa miejskie, było to spowodowane dalszym łączeniem się miast w drugiej połowie lat 70.

## Lista województw
W latach 1975–1998 istniały następujące województwa:
| Położenie                 | Województwo             | Miasto wojewódzkie   | Powierzchnia (1998, km²) | Ludność (1997, tys.) | Liczba gmin ogółem (1997) | Liczba gmin miejskich (1997) | Liczba gmin miejsko-wiejskich (1997) | Liczba gmin wiejskich (1997) | Liczba miast (1997) |
| ------------------------- | ----------------------- | -------------------- | ------------------------ | -------------------- | ------------------------- | ---------------------------- | ------------------------------------ | ---------------------------- | ------------------- |
|                           | bialskopodlaskie        | Biała Podlaska       | 5348                     | 309                  | 40                        | 4                            | 2                                    | 34                           | 6                   |
|                           | białostockie            | Białystok            | 10 055                   | 701,7                | 55                        | 5                            | 15                                   | 35                           | 20                  |
|                           | bielskie                | Bielsko-Biała        | 3704                     | 924                  | 59                        | 8                            | 10                                   | 41                           | 18                  |
|                           | bydgoskie               | Bydgoszcz            | 10 349                   | 1135,2               | 59                        | 3                            | 25                                   | 31                           | 28                  |
|                           | chełmskie               | Chełm                | 3866                     | 249,4                | 30                        | 4                            | 0                                    | 26                           | 4                   |
|                           | ciechanowskie           | Ciechanów            | 6362                     | 436,9                | 51                        | 5                            | 6                                    | 40                           | 11                  |
|                           | częstochowskie          | Częstochowa          | 6182                     | 780,6                | 58                        | 4                            | 13                                   | 41                           | 17                  |
|                           | elbląskie               | Elbląg               | 6103                     | 494,4                | 42                        | 5                            | 13                                   | 24                           | 18                  |
|                           | gdańskie                | Gdańsk               | 7394                     | 1464,8               | 63                        | 16                           | 5                                    | 42                           | 21                  |
|                           | gorzowskie              | Gorzów Wielkopolski  | 8484                     | 513,3                | 40                        | 2                            | 20                                   | 18                           | 22                  |
|                           | jeleniogórskie          | Jelenia Góra         | 4379                     | 523,9                | 40                        | 12                           | 13                                   | 15                           | 25                  |
|                           | kaliskie                | Kalisz               | 6512                     | 723,5                | 58                        | 3                            | 17                                   | 38                           | 20                  |
|                           | katowickie              | Katowice             | 6650                     | 3908,6               | 97                        | 39                           | 16                                   | 42                           | 55                  |
| Województwo kieleckie     | kieleckie               | Kielce               | 9211                     | 1132,8               | 80                        | 4                            | 18                                   | 58                           | 22                  |
| Województwo konińskie     | konińskie               | Konin                | 5139                     | 480,6                | 48                        | 4                            | 14                                   | 30                           | 18                  |
| Województwo koszalińskie  | koszalińskie            | Koszalin             | 8470                     | 526                  | 41                        | 6                            | 12                                   | 23                           | 18                  |
|                           | (miejskie) krakowskie   | Kraków               | 3254                     | 1242,5               | 39                        | 1                            | 12                                   | 26                           | 13                  |
| Województwo krośnieńskie  | krośnieńskie            | Krosno               | 5702                     | 509,5                | 44                        | 3                            | 9                                    | 32                           | 12                  |
|                           | legnickie               | Legnica              | 4037                     | 525,3                | 37                        | 6                            | 5                                    | 26                           | 11                  |
|                           | leszczyńskie            | Leszno               | 4154                     | 398,8                | 32                        | 2                            | 18                                   | 12                           | 20                  |
|                           | lubelskie               | Lublin               | 6792                     | 1027,5               | 69                        | 6                            | 11                                   | 52                           | 17                  |
|                           | łomżyńskie              | Łomża                | 6684                     | 353,2                | 46                        | 5                            | 7                                    | 34                           | 8                   |
|                           | (miejskie) łódzkie      | Łódź                 | 1524                     | 1105,4               | 18                        | 6                            | 2                                    | 10                           | 8                   |
| Województwo nowosądeckie  | nowosądeckie            | Nowy Sącz            | 5576                     | 743,1                | 59                        | 9                            | 5                                    | 45                           | 14                  |
|                           | olsztyńskie             | Olsztyn              | 12 327                   | 776                  | 58                        | 10                           | 13                                   | 35                           | 23                  |
|                           | opolskie                | Opole                | 8535                     | 1023,7               | 65                        | 3                            | 27                                   | 35                           | 30                  |
|                           | ostrołęckie             | Ostrołęka            | 6498                     | 410,8                | 44                        | 4                            | 6                                    | 34                           | 10                  |
|                           | pilskie                 | Piła                 | 8205                     | 496,5                | 43                        | 6                            | 18                                   | 19                           | 24                  |
|                           | piotrkowskie            | Piotrków Trybunalski | 6266                     | 642,9                | 56                        | 4                            | 7                                    | 45                           | 11                  |
|                           | płockie                 | Płock                | 5117                     | 521,2                | 48                        | 5                            | 5                                    | 38                           | 10                  |
|                           | poznańskie              | Poznań               | 8151                     | 1360,8               | 62                        | 5                            | 29                                   | 28                           | 34                  |
| Województwo przemyskie    | przemyskie              | Przemyśl             | 4437                     | 415,5                | 41                        | 6                            | 5                                    | 30                           | 11                  |
|                           | radomskie               | Radom                | 7294                     | 764                  | 63                        | 2                            | 14                                   | 47                           | 16                  |
| Województwo rzeszowskie   | rzeszowskie             | Rzeszów              | 4397                     | 751,9                | 47                        | 4                            | 9                                    | 34                           | 13                  |
|                           | siedleckie              | Siedlce              | 8499                     | 661,6                | 74                        | 7                            | 6                                    | 61                           | 13                  |
|                           | sieradzkie              | Sieradz              | 4868                     | 412,7                | 42                        | 2                            | 8                                    | 32                           | 10                  |
|                           | skierniewickie          | Skierniewice         | 3960                     | 423,9                | 44                        | 6                            | 2                                    | 36                           | 8                   |
|                           | słupskie                | Słupsk               | 7453                     | 428,5                | 37                        | 6                            | 5                                    | 26                           | 11                  |
|                           | suwalskie               | Suwałki              | 10 490                   | 488,5                | 48                        | 5                            | 10                                   | 33                           | 15                  |
|                           | szczecińskie            | Szczecin             | 9982                     | 995,1                | 54                        | 3                            | 28                                   | 23                           | 31                  |
| Województwo tarnobrzeskie | tarnobrzeskie           | Tarnobrzeg           | 6283                     | 610                  | 55                        | 3                            | 14                                   | 38                           | 17                  |
|                           | tarnowskie              | Tarnów               | 4151                     | 698,5                | 48                        | 3                            | 7                                    | 38                           | 10                  |
|                           | toruńskie               | Toruń                | 5348                     | 673,9                | 49                        | 8                            | 5                                    | 36                           | 13                  |
|                           | wałbrzyskie             | Wałbrzych            | 4168                     | 735,3                | 45                        | 15                           | 16                                   | 14                           | 31                  |
|                           | (stołeczne) warszawskie | Warszawa             | 3788                     | 2418,4               | 58                        | 25                           | 13                                   | 20                           | 28                  |
|                           | włocławskie             | Włocławek            | 4402                     | 434,9                | 46                        | 8                            | 7                                    | 31                           | 15                  |
|                           | wrocławskie             | Wrocław              | 6287                     | 1137,3               | 40                        | 3                            | 15                                   | 22                           | 18                  |
| Województwo zamojskie     | zamojskie               | Zamość               | 6980                     | 490,6                | 57                        | 4                            | 6                                    | 47                           | 10                  |
|                           | zielonogórskie          | Zielona Góra         | 8868                     | 677,8                | 57                        | 7                            | 21                                   | 29                           | 28                  |